# Os Vampiros (canção)
"Os Vampiros" é uma canção de José Afonso. A canção foi originalmente gravada, em 1963, no disco Baladas de Coimbra (EP II).[carece de fontes?]
É um dos temas fundadores do canto político em Portugal, assumido como instrumento de combate cultural e cívico em tempo de censura e um símbolo da resistência contra o fascismo. Estava lá tudo dito e, por isso, não podia ser dito.

Foi uma das canções-senha do Movimento das Forças Armadas (MFA) – juntamente com "E Depois do Adeus" de Paulo de Carvalho e "Grândola Vila Morena", também de José Afonso – que pôs termo aos 41 anos ininterruptos de ditadura em Portugal.
| “ | José Afonso tentou comunicar valores e ideais, utopias e mensagens libertadoras, ansiou por um Portugal sem tabus, sem ter de calar o valor da liberdade, pelo que se tornou num vulto histórico, num modelo de afronta na luta contra o regime. As suas canções premeiam uma veia criadora, intensamente preocupada com causas humanas e sociais e são exemplo de ação e de luta constante, objectivando provocar a agitação e a mudança, contra o marasmo fomentado por um regime que necessitava de ser questionado e, por fim, substituído. | ” |

Numa edição especial de 2009 da revista Blitz foi escolhida como uma das melhores canções da década de 60.
Versões
- Rui Pato (1964)
- Germano Rocha (1965)
- Eduarda Rabaça (1975)
- Pedro Osório (1981)
- Rotor (1984)
- Vodka Pedra (1994)
- Sacred Sin (1995)
- Vera Cruz (1995)
- Banda da Sociedade Musical Fraternidade Operária Grandolense "Música Velha" (1999)
- Macacos das Ruas de Évora (2002)
- Carlos Rocha, Zéni Abreu e Jorge Menino (2003)
- Couple Coffee (2008)
- Agrupamento Vertical de Escolas de Júdice Fialho - Portimão (2008)
- António Lisboa / Grupo de Fados da Faculdade de Engenharia da Universidade do Porto (2008)
- Raízes (André Santos & Nuno Tavares) (2008)
- Mário Laginha & Bernardo Sassetti (2009)
- Mário, o Trovador (i2010)
- Zeca Sempre (2010)
- Os Matrecos (2011)
- Sopros de Zeca (2012)
- Sérgio Godinho (2013)
- Carlos Alberto Moniz (2014)
- Luís Galrito (2015)
- UHF (2015)
- Trabalhadores do Comércio (Os Bampirus no álbum Objecto de 2023)
- Estudantina Universitária de Coimbra (2009 - 2023)

"Os Vampiros" é o nome de um single digital da banda portuguesa de rock UHF. Editado em 2 de agosto de 2014 pela AM.RA Discos, com distribuição da Meo Music. 
Na comemoração dos 40 anos da Revolução de 25 de Abril de 1974, os UHF apresentaram, no decorrer do ano de 2014, vários espetáculos intitulados "Filhos da Flor de Abril", uma forma especial de a banda de Almada celebrar a data e homenagear o trovador da liberdade, José Afonso. "Os Vampiros" é a quinta versão dos UHF, trabalhada com sonoridade rock, das canções desse saudoso poeta de intervenção. Em 2015, foi reeditada na coletânea Uma História Secreta dos UHF.
A letra de "Os Vampiros” recuperou, ao fim de cinquenta anos, total atualidade perante desmandos cometidos, com obediência e prazer, por ordem de fortes poderes externos. A canção é uma poderosa chamada de atenção para que nos recordemos que seremos sempre capazes de vencer os vampiros de hoje, os governantes que nos exauriram com austeridade ilegítima e forçada, e que ficam escandalosamente impunes às ilegalidades praticadas. "Eles comem tudo, eles comem tudo e não deixam nada", assim relata o refrão. É uma canção intemporal. José Afonso foi o principal músico, compositor e cantor de intervenção em Portugal. Tornou-se um símbolo da resistência democrática contra a ditadura que dominou o país entre 1933 e 1974. Algumas das suas canções foram proibidas pela censura e os discos aprisionados. Os grandes criadores, é sabido, costumam ter a capacidade de antecipar em décadas ou mesmo em séculos aquilo que depois passará a fazer parte da vida e da História. Os UHF lembram que foi a canção-política que uniu as vozes e as vontades com o quotidiano dos civis e militares que fizeram a mudança em 1974.

## Lista de faixas
O single é composto por uma faixa em versão padrão da autoria de José Afonso. O arranjo da nova versão é de António Manuel Ribeiro.[carece de fontes?]
| Single digital |               |                |         |  |
| N.º            | Título        | Compositor(es) | Duração |  |
| 1.             | "Os Vampiros" | José Afonso    | 3:48    |  |

## Membros da banda
- António Manuel Ribeiro (vocal e guitarra)[carece de fontes?]
- António Côrte-Real (guitarra elétrica)[carece de fontes?]
- Luís "Cebola" Simões (baixo e vocal de apoio)[carece de fontes?]
- Ivan Cristiano (bateria e vocal de apoio)[carece de fontes?]
- Nuno Oliveira (piano e guitarra)[carece de fontes?]